# Voie Lactée
Voie Lactée in het Frans of Vialattea in het Italiaans, wat telkens melkweg betekent, is een Frans-Italiaans wintersportgebied in de zuidelijke Alpen. Het strekt zich uit over verschillende bergflanken in de Cottische Alpen, rondom de dorpen Pragelato, Sestriere, Sauze d'Oulx, Sansicario, Cesana Torinese en Claviere in het westen van de Italiaanse regio Piëmont en Montgenèvre in het noordoosten van het departement Hautes-Alpes. Met zo'n 400 kilometer skipistes is de Voie Lactée een van 's werelds grootste skigebieden. Het is een van twee skigebieden op de Frans-Italiaanse grens met skidorpen aan weerszijden van de grens; het andere is Espace San Bernardo. Veel van de sportactiviteiten tijdens de Olympische Winterspelen van 2006 in Turijn vonden plaats in en rondom de Italiaanse dorpen van de Vialattea.